# 港鐵巴士K75A綫
港鐵巴士K75A綫是元朗區一條循環來往天水圍站及洪水橋的港鐵巴士路綫，由港鐵天水圍站開出，會先途經洪天路往洪水橋，然後途經廈村返回天水圍站。

## 歷史
2015年8月16日港鐵實施了K75及K75P路綫重組後，元朗區議員表示田廈路一帶居民往天水圍站的車程延長，亦關注洪福邨入伙後，田廈路一帶的居民等車的問題，促成港鐵開辦此路綫。
- 2016年3月27日：K75A綫投入服務。[5][6]
- 2016年5月29日：受居屋屏欣苑建築工程影響，橋昌路東公共運輸交匯處需永久封閉。所有班次改以天盛苑為終點站，而起點站則遷往屏廈路北行近橋發街。[7]
- 2018年10月2日：天水圍站公共運輸交匯處原址重置工程竣工，此路線總站於當日開始遷往該處，而天盛苑則恢復為中途站。[8]

## 服務時間及班次
| 每日天水圍站開 | 每日天水圍站開 | 每日天水圍站開 | 每日天水圍站開 | 每日天水圍站開 | 每日天水圍站開 | 每日天水圍站開 | 每日天水圍站開 | 每日天水圍站開 |
| -------------- | -------------- | -------------- | -------------- | -------------- | -------------- | -------------- | -------------- | -------------- |
| 06:15          | 06:45          | 07:15          | 07:45          | 08:15          | 08:45          | 09:45          | 10:15          | 10:45          |
| 11:15          | 11:45          | 12:15          | 12:45          | 13:15          | 13:45          | 14:15          | 14:45          | 15:15          |
| 15:45          | 16:15          | 16:45          | 17:15          | 17:45          | 18:15          | 18:45          | 19:15          | 19:45          |
| 20:15          | 20:45          | 21:15          | 21:45          | 22:15          | 22:45          | 23:15          |                |                |

## 收費
| 標準車費              | 標準車費                                                  | 現金 | 八達通 |
| --------------------- | --------------------------------------------------------- | ---- | ------ |
| 成人                  | 成人                                                      | $5.1 | $5.1   |
| 特惠                  | 小童                                                      | $2.2 | $2.2   |
| 特惠                  | 長者（65歲或以上） 「殘疾人士身分」個人八達通（12歲以下） | $2.2 | $2.0   |
| 特惠                  | 「學生身分」個人八達通                                    | $5.1 | $2.2   |
| 特惠                  | 「殘疾人士身分」個人八達通（12-64歲）                     | $5.1 | $2.0   |
| 「樂悠咭」（60-64歲） |                                                           | $5.1 | $2.0   |

| - 3至11歲為小童；65歲或以上為長者。 - 乘客可以現金或八達通於上車時付款，不設找續。 - 合資格學生使用「學生身份」個人八達通繳付車資，可享有特惠車費優惠，費用相等於小童車費，如以現金繳付車費，則必須繳付成人車費。 - 65歲或以上長者使用「樂悠咭」，以及合資格殘疾人士（包括12歲以下合資格殘疾兒童）使用「殘疾人士身份」個人八達通（包括「樂悠咭」）繳付車資，可享有每程$2.0或特惠車費（以較低者為準）的票價優惠；65歲或以上長者如使用長者或一般個人八達通繳付車資，則只可享有相等於小童車費優惠；12至64歲殘疾人士如以現金繳付車費，則必須繳付成人車費。 - 60至64歲香港居民使用「樂悠咭」繳付車資，可享有每程$2.0或成人車費（以較低者為準）的票價優惠，如以現金繳付車費，則必須繳付成人車費。 - 持有全月通2（屯門—南昌）或全月通3（屯門—紅磡）之乘客在車票有效期內確認八達通乘搭本路綫，可獲免費。 - 持有屯門—南昌全日通、遊客全日通或港鐵認可之指定智能車票之乘客在車票有效期內確認有效車票，可獲免費乘搭本路綫。 - 所有港鐵車票（包括但不限於輕鐵車票、港鐵紀念車票及搭十送一車票等；不包括屯門—南昌全日通及指定日子使用的紀念車票），不會獲得免費轉乘優惠。 - 每位成人乘客可免費攜帶最多兩名3歲以下而不佔座位的兒童乘客乘車，超額之3歲以下小童必須繳付小童車費乘車。 - 港鐵公司職員及家屬（不包括外判職員）可免費乘搭本路綫，惟必須拍職員或職員家屬八達通。 - 使用八達通的乘客，於上車拍卡後一小時內轉乘港鐵重鐵網絡（機場快綫除外）／輕鐵，或於港鐵重鐵網絡（機場快綫除外）出閘／輕鐵出站後一小時內轉乘本綫，本路綫車資可獲減免。 - 如轉乘模式為輕鐵／港鐵巴士→港鐵（屯馬綫）→輕鐵／港鐵巴士，整個轉乘行程不可超過兩小時。 |

- 由本路綫於上車後1小時內轉乘K65綫、K76綫，或由上述路綫轉乘本路綫，可免收車資。

## 行車路綫
- 經：屏廈路、洪天路、青山公路－洪水橋段、田廈路及屏廈路。

### 沿線車站

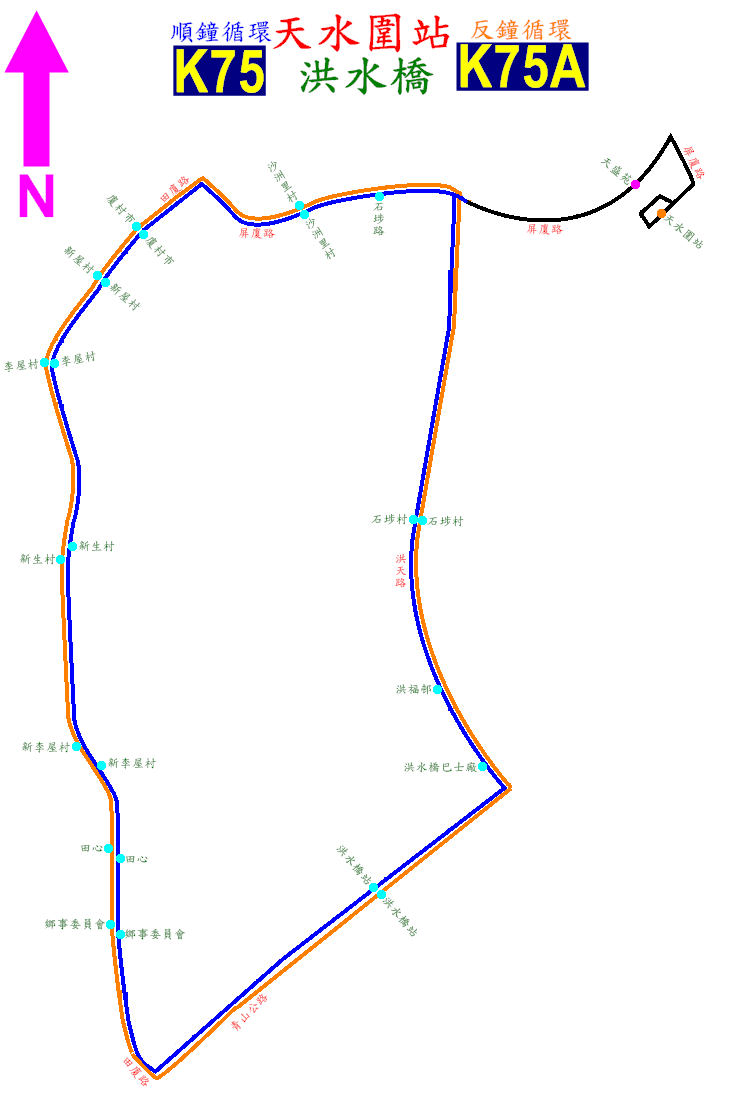
K75線及K75A線的走線圖，當中藍線表示K75的走線，反時針方向行駛；而橙線則表示K75A線的走線，順時針方向行駛

| 天水圍站開 | 天水圍站開 | 天水圍站開             |
| 序號       | 車站名稱   | 位置                   |
| ---------- | ---------- | ---------------------- |
| 1          | 天水圍站   | 天水圍站公共運輸交匯處 |
| 2          | 天盛苑     | 屏廈路                 |
| 3          | 石埗村     | 洪天路                 |
| 4          | 洪水橋站   | 青山公路－洪水橋段     |
| 5          | 鄉事委員會 | 田廈路                 |
| 6          | 田心       | 田廈路                 |
| 7          | 新李屋村   | 田廈路                 |
| 8          | 新生村     | 田廈路                 |
| 9          | 李屋村     | 田廈路                 |
| 10         | 新屋村     | 田廈路                 |
| 11         | 廈村市     | 田廈路                 |
| 12         | 廈村       | 屏廈路                 |
| 13         | 沙洲里村   | 屏廈路                 |
| 14         | 天盛苑     | 屏廈路                 |
| 15         | 天水圍站   | 天水圍站公共運輸交匯處 |

## 外部連結
港鐵
- 港鐵巴士K75A綫路線圖
- 港鐵巴士K75A綫 （页面存档备份，存于）
- 香港巴士大典上的相关条目：港鐵巴士K75A綫